# Parapalpares somalicus
Parapalpares somalicus är en insektsart som beskrevs av Emilio Insom och Carfì 1989. Parapalpares somalicus ingår i släktet Parapalpares och familjen myrlejonsländor. Inga underarter finns listade i Catalogue of Life.